# Prière de Bonis
Pour l’article homonyme, voir Prière (homonymie).
La Prière, op. 105, est une œuvre de la compositrice Mel Bonis, datant de 1913.

## Composition
Mel Bonis compose sa Prière pour orgue ou harmonium en 1913. Elle est publiée la même année dans le Procure de musique religieuse par Henri Delépine. L'œuvre est rééditée en 2011 par les éditions Armiane.

## Analyse
La pièce porte une ambiguïté dans la date. L'œuvre porte un titre à la dénomination très en vogue à l'époque de la compositrice. De par son titre et son caractère, elle peut très bien s'inscrire dans la liturgie catholique romaine.

## Sources
- Étienne Jardin, Mel Bonis (1858-1937) : parcours d'une compositrice de la Belle Époque, 2020 (ISBN 978-2-330-13313-9 et 2-330-13313-8, OCLC 1153996478, lire en ligne)